# Gara Simeria
Gara Simeria este o gară care deservește orașul Simeria, județul Hunedoara, România.
Gara Simeria a fost construită în 1868 pentru a fi o stație pe linia Arad- Alba Iulia. „Calea ferată Arad – Alba Iulia a fost prima din Ardeal care urma să fie înzestrată cu un atelier de reparații ce ar fi trebuit să fie construit la Deva. Dar administrația orașului Deva a socotit că înființarea atelierului aici ar fi neprielnică din punct de vedere igienic și al liniștii și s-a împotrivit”
Orașul Simeria era de fapt acum 150 de ani un atelier de reparații și o gară. În timp oamenii care lucrau la atelier și la stația Simeria s-au stabilit în acest loc și în timp a apărut orașul Simeria.
În perioada 1900-1901, gara a fost refăcută.
În zilele noastre gara este vopsită în alb și roșu. Gara are 7 linii pe care circulă marfare ( Grup feroviar Român,CFR Marfă) și trenuri de pasageri  (CFR Călători) , mai există o linie care se oprește în dreptul stației.